# 1639 Bower
1639 Bower este un asteroid din centura principală, descoperit pe 12 septembrie 1951, de Sylvain Arend.